# Karl Goßler (Politiker)
Karl Franz Goßler, gen. Brätter (* 16. März 1836 in Rubitz; † 27. September 1900 in Gera) war ein deutscher Politiker und der erste sozialdemokratische Abgeordnete im Landtag Reuß jüngerer Linie.
Karl Goßler war der uneheliche Sohn der Marie Rosine Götze (später verheiratete Brätter) und des Schuhmachers Breter in Gera. Goßler, der zunächst evangelisch-lutherischer Konfession war (später trat er aus der Kirche aus) heiratete am 15. August 1869 in Gera Louise Friederike Schmidt, die Tochter eines Kattundruckers.
Er besuchte die die Volksschule und machte danach eine Schuhmacherlehre. Später wurde er Schuhmachermeister und erwarb am 19. Januar 1875 das Bürgerrecht in Gera.
Im Oktober 1868 war er Mitgründer und Vorsitzender des Verbandes deutscher Arbeitervereine in Gera. Als begeisterter Anhänger August Bebels agitierte er in den benachbarten Arbeitervereinen und war 1869 Teilnehmer des Eisenacher Parteitags und wurde Mitglied der SDAP. 1869 bis 1875 war er Vorsitzender des Allgemeinen bzw. Sozialdemokratischen Arbeitervereins in Gera. 1873 wurde er Herausgeber des "Geraer Volksfreund"s. März 1877 bis Juni 1878 war er Herausgeber des "Ostthüringer Volksblatts". 1882 wurde er nach parteiinternen Konflikten aus der Partei ausgeschlossen.
1877 bis 1880 war er der erste sozialdemokratische Abgeordnete im Landtag Reuß jüngere Linie. 1880 wurde er nicht wiedergewählt. Nachdem Gustav Behr verstorben war, wurde er in einer Nachwahl 1881 erneut gewählt und bis 1883 Abgeordneter.
Eine Reihe von Reichstagskandidaturen blieben hingegen erfolglos. So kandidierte er bei der Reichstagswahl 1877 im Reichstagswahlkreis Reuß jüngerer Linie, 1878 und der der Reichstagswahl 1881 im Reichstagswahlkreis Großherzogtum Sachsen-Weimar-Eisenach 3 (Neustadt a. d. Orla) und im Reichstagswahlkreis Reuß jüngerer Linie.